# Verband Sonderpädagogik
Der Verband war am 12./13. April 1898 als Verband der Hilfsschulen Deutschlands von Lehrern und Schulaufsichtsbeamten in Hannover gegründet worden, um die bestehenden Hilfseinrichtungen nach dem von Heinrich Kielhorn in Braunschweig entwickelten Hilfsschulkonzept als Sonderschulen zu gestalten und zu verbreiten.

## Gründung und Anfänge
In der Gründungsveranstaltung des Verbands der Hilfsschulen Deutschlands (VdHD) wurde Albert Wehrhahn zum Ersten Vorsitzenden gewählt, Heinrich Kielhorn zu seinem Stellvertreter. Zu den Gründungsmitgliedern gehörte Heinrich Strakerjahn. Wehrhahn blieb Vorsitzender bis 1924, anschließend Ehrenvorsitzender. Der letzte Vorsitzende des VdHD vor der Auflösung war Gustav Lesemann.  Am 17. September 1933 wurde der Verband der Hilfsschulen aufgelöst und in die Reichsfachschaft V (Sonderschulen) des Nationalsozialistischen Lehrerbundes eingegliedert. Den Vorsitz hatte der Taubstummenlehrer Paul Ruckau, der später von Fritz Zwanziger abgelöst wurde.
Einige Monate vor Auflösung des VdHD endete die „traditionell als Blütezeit der Heilpädagogik begriffene Weimarer Republik“. Verbunden mit der Auflösung des VdHD war auch ein Paradigmenwechsel: Stand bisher im Vordergrund, „die Auswirkung der Minderwertigkeit und die weitere Verseuchung durch Minderwertige durch heilpädagogische Mittel zu bekämpfen“, wurde dieses „ab 1933 von dem von Gregor, Villinger und Schröder über viele Jahre propagierten Konzept der Ausgrenzung von Nichterziehbaren abgelöst. Hilfsschule sollte Leistungsschule werden – keine heilpädagogische Einrichtung.“
1955 erfolgte die Umbenennung in Verband deutscher Sonderschulen, im Jahre 2008 die Umbenennung in Verband Sonderpädagogik e.V. Durch die letzte Namensänderung soll auch ein Paradigmenwechsel deutlich werden: Der Fokus der verbandlichen Bemühungen liegt nicht mehr ausschließlich auf den „Sonder“- bzw. „Förderschulen“; vielmehr sollen auch andere Bereiche sonderpädagogischer Förderung betrachtet werden.
Mitteilungsorgan des Verbands der Hilfsschulen Deutschlands – VdHD war anfangs die Zeitschrift Die Kinderfehler, die später in Zeitschrift für Kinderforschung umbenannt wurde. Ab 1908 war das Verbandsorgan des VdHD die Zeitschrift Die Hilfsschule, Schriftleiter: August Henze, die nach der „Gleichschaltung“ 1934 in der Zeitschrift Die deutsche Sonderschule, Hauptschriftleiter: Karl Tornow, aufging.

## Wirken
„Der Verband der Hilfsschulen Deutschlands hat es von Anfang an als eine seiner wesentlichen Aufgaben begriffen, dafür Sorge zu tragen, dass behinderte Kinder von Lehrern und Lehrerinnen betreut, unterrichtet und erzogen werden, die dafür in besonderer Weise qualifiziert sind“. Aber bis zum Ziel einer universitären Vollausbildung war es ein langer, mühsamer Weg.
Aktuell hat der Verband Sonderpädagogik e. V. etwa 8000 Mitglieder. Die Arbeit des Verbands beinhaltet alle Aspekte der pädagogischen Förderung behinderter und von Behinderung bedrohter Menschen. Seine Mitglieder stehen zum großen Teil in der praktischen Arbeit für behinderte oder benachteiligte Kinder und Jugendliche. Daneben ist der vds Herausgeber der europaweit auflagenstärksten Fachpublikation, der ZEITSCHRIFT FÜR HEILPÄDAGOGIK, geführt im European Index for the Humanities.
Der Verband Sonderpädagogik e. V. bietet über seine eigene Bildungsakademie ein umfangreiches Fortbildungsangebot und veranstaltet jährlich mehrere bundesweite Fachkongresse. Der alle drei Jahre stattfindende Sonderpädagogische Kongress in Weimar ist über die Landesgrenzen hinweg bekannt und nachgefragt.
Seit vielen Jahren ist der Verband Sonderpädagogik e. V. um den wissenschaftlichen Nachwuchs bemüht und bietet jungen Wissenschaftlern regelmäßig eine Plattform zum Austausch.
Die internationalen Kontakte des vds erstrecken sich über das gesamte europäische Ausland. Hier steht das Thema Lehrerbildung im Mittelpunkt der Vernetzung.